# Zale
Zale is een geslacht van nachtvlinders uit de familie van de spinneruilen (Erebidae).

## Soorten
- Z. aeruginosa Guenée, 1852
- Z. albidula Walker, 1865
- Z. albiflos Walker, 1869
- Z. alternata Dyar
- Z. atrisquamata Dognin, 1914
- Z. australis Hampson, 1913
- Z. benesignata Harvey, 1875
- Z. bethunei Smith, 1909
- Z. brevipennis Walker, 1869
- Z. buchholzi McDunnough, 1943
- Z. calycantha (J.B. Smith, 1797)
- Z. calycanthata Smith & Abbot, 1797
- Z. cingulifera Walker, 1857
- Z. colorado Smith, 1909
- Z. configurata Walker, 1857
- Z. confusa McDunnough, 1940
- Z. coracias Guenée, 1852
- Z. corvus Schaus, 1901
- Z. costifera Walker, 1865
- Z. curema Smith, 1909
- Z. chisoensis Blanchard & Franclemont, 1982
- Z. chisosensis Blanchard & Franclemont, 1982
- Z. declarans Walker, 1857
- Z. discisigna Walker, 1857
- Z. duplicata Bethune, 1856
- Z. edusina Harvey, 1875
- Z. erilda Schaus, 1940
- Z. exaggerata Schaus, 1914
- Z. excellens Schaus, 1912
- Z. exhausta (Guenée, 1852)
- Z. fictilis Guenée, 1852
- Z. fuliginosa Walker, 1857
- Z. galactea Hampson, 1913
- Z. galbanata (Morrison, 1876)
- Z. grata Dognin, 1912
- Z. gratiosa Walker, 1862
- Z. helata Smith, 1909
- Z. horrida Hübner, 1818
- Z. insuda Smith, 1909
- Z. janisca Schaus, 1901
- Z. lucimargo Walker, 1869
- Z. lunata (Drury, 1773)
- Z. lunifera Hübner, 1818
- Z. meridiana Haimbach, 1928
- Z. metata Smith, 1909
- Z. metatoides McDunnough, 1943
- Z. mexicana Haimbach, 1928
- Z. minerea Guenée, 1852
- Z. niveplaga Walker, 1860
- Z. obliqua Guenée, 1952

- Z. obsita Guenée, 1852
- Z. pachystrigata Hampson, 1913
- Z. perculta Franclemont, 1965
- Z. peruncta Guenée, 1852
- Z. phaeocapna Franclemont, 1950
- Z. phaeograpta Hampson, 1913
- Z. phoeoleuca Walker, 1865
- Z. plumbeolinea Hampson, 1918
- Z. plumbimargo Prout, 1921
- Z. procumbens Walker, 1865
- Z. retrahens Walker, 1865
- Z. rhigodora Dyar, 1913
- Z. rubi Edwards, 1881
- Z. rubiata Smith, 1909
- Z. rufosa Hampson, 1913
- Z. sabena Schaus, 1901
- Z. setipes Guenée, 1852
- Z. sexplagiata Walker, 1857
- Z. smithi Haimbach, 1928
- Z. squamularis Drury, 1770
- Z. strigimacula (Guenée, 1852)
- Z. submediana Strand
- Z. termina Grote, 1883
- Z. terrosa Guenée, 1852
- Z. undularis Drury, 1770
- Z. unilineata Grote, 1876
- Z. viridans Guenée, 1852